# Kraina, Hust
Kraina (în ucraineană Крайна) este un sat în comuna Lîpcea din raionul Hust, regiunea Transcarpatia, Ucraina.

## Demografie
Componența lingvistică a localității Kraina
     Ucraineană (99,28%)
     Alte limbi (0,72%)
Conform recensământului din 2001, majoritatea populației localității Kraina era vorbitoare de ucraineană (99,28%), existând în minoritate și vorbitori de alte limbi.